# 尼古拉·科瓦切夫
尼古拉·科瓦切維奇（1890年12月12日—1964年8月24日）是黑山共產主義政治人物和革命者，南斯拉夫共產黨黨員，黑山共產黨的創始人和黑山社會主義共和國國家元首和議會元首（從1950年到1953年）。他是人民解放軍司令員、南斯拉夫人民英雄薩瓦·科瓦切維奇的兄長。
他的曾孫女是塞爾維亞政府部長伊雷娜·武約維奇。